# 童话 (游戏)
《童话》是一款由台湾雷爵资讯开发的大型多人在线角色扮演游戏，于2003年4月在台湾和香港同步运营，运营商为ALTA公司。同年6月在中国大陆由北京赛维创世软件技术有限公司发行并运营童话。2005年7月，雷爵资讯北京分公司与北京亚洲互动科技公司联合再次在中国大陆发行并运营童话。2007年，雷爵资讯正式宣布中国大陆地区的童话服务器停止运营。

## 游戏背景

童话游戏截图

童话发生在一个被称为米司特里亚的古老大陆上，这片大陆是精灵、人类、和矮人的家园，这三个种族也都在大路上建立了各自的国家。大陆由北至南分别是精灵国家菲洛尔王国，人类的国家路加斯王国和矮人的国家克拉芙王国。菲洛尔王国首都为青鸟城，国境内大多为湖泊和森林。路加斯王国首都是彩虹城，国土上大部分为富庶的平原。克拉芙王国首都为金银城，国境内大多为山区和矿区。
童话的世界中居住着许许多多的童话人物，童话人物的一举一动都吸引着人们的目光，因为人们都十分关注童话人物的行为，这让童话世界在人们的想象中一直存在。童话故事使孩子们获得欢乐，也让大人们感到十分欣慰，童话人物也因此欣欣向荣，能演绎出更好玩、更出色的角色。
但随着时间的流逝，好多孩子都不再相信传说中的童话了，开始怀疑童话故事里的角色是否真的存在。一些不那么有名气的童话故事开始被人遗忘，渐渐地从童话王国中消失了。王国中剩下的人们开始担心起来，担心如果人们不再相信童话故事，那么他们也会随之消失，最终童话王国将会土崩瓦解。这是个十分严重的问题，童话王国的角色们决定开会讨论一下解决方法。
白雪公主、小木偶、卖火柴的小女孩、巫婆、灰姑娘、和许多童话王国的重要角色都参加了此次会议。这个会议开了整整三天三夜，但还是得不出什么具体的办法。童话人物不知道是该表演的更可爱些，让人喜欢上童话，还是该表演的更狡黠些，让更多的人相信童话故事。童话人物们不知道哪个方法最有效，便决定去问伟大的智者。
但毕竟是童话世界中的智者，想法十分单纯，面这这样严重的问题，一时半会也拿不出解决方法。面对众多童话人物的逼问，智者只好说：童话世界本来就存在，让那些怀疑的人来参观一下吧。就这样，童话王国里的居民为了让童话世界能继续存在下去，决定让人类进入到童话世界中，与童话人物一起生活，亲身体验童话故事。
2018年4月12日，官方正式宣佈，即將於2018/5/31結束營運。
2019年1月，雷爵在社交網站發放有關於童話的最新消息，指出童話將會在近日以月費制模式重新開放，並將事件命名為 - 行動代號『F』
2019年2月，開放童話事前登錄，經過官方和玩家的熱烈討論下，預計四月正式開放遊戲。